# Sal Meijer
Salomon "Sal" Meijer (Amsterdam, 6 december 1877 - Blaricum, 1 februari 1965) was een Nederlandse kunstschilder, vooral bekend van zijn schilderijen en etsen van katten en Amsterdamse grachten en straten.

## Leven en werk
Sal of "Sally" Meijer werd geboren aan Zwanenburgwal 10 als telg van een familie van Joodse diamantbewerkers. In zijn jonge jaren was hij werkzaam als diamantversteller. Hij verliet het diamantvak in 1914 en wijdde zich volledig aan de schilderkunst. Hij behaalde het LO-diploma tekenen en kreeg schilderlessen van Marie Heijermans. Zijn eerste solotentoonstelling vond plaats in 1926. Hij schilderde en etste met name katten en Amsterdamse stadsgezichten. Meijer schilderde bij voorkeur gewone katten, in raskatten was hij niet geïnteresseerd. Door de simpelheid van zijn schilderijen en zijn bescheiden houding - hij noemde zijn schilderijen geen kunstwerken maar "schilderstukjes" - kreeg zijn werk vaak het stempel "naïef" of "primitief" opgedrukt.  
Zijn huwelijk met de niet-Joodse Liesje Giehl in 1930 veroorzaakte zoveel problemen met zijn ouders dat hij een jaar later met zijn vrouw naar Blaricum verhuisde, waar zich een grote kunstenaarsgemeenschap bevond. Na het uitbreken van de Tweede Wereldoorlog en de Duitse bezetting van Nederland mocht Meijer niet meer exposeren. Wel overleefde hij de oorlog. Hij overleed in 1965 en werd begraven op de Joodse begraafplaats in Muiderberg.

## Herwaardering
In 1957 begon een herwaardering van Meijer toen Kasper Niehaus het artikel "Onze grootste moderne primitief - Schilder van betekenis" publiceerde. In datzelfde jaar werd hij gehuldigd door de kunstenaarsvereniging van Blaricum naar aanleiding van zijn 80ste verjaardag. Hierbij kocht het rijk een schilderij van de Raamgracht in Amsterdam aan. In 1958 hield het Stedelijk Museum in Amsterdam een overzichtstentoonstelling van zijn werk. 
Ook na zijn dood bleef er aandacht voor zijn werk. In 1965 werd een herdenkingstentoonstelling gehouden in slot Zeist. In 1986 publiceerde Agnes Grondman het boek Sal Meijer, zo naïef nog niet, waarin zij betoogde dat het werk van Meijer niet onder de noemer naïeve kunst valt. Vervolgens verscheen in 1990 een boekje over Meijers kattenschilderijen: Sal Meijer: Raphaël der katten van Nicole Ex. Amsterdamse kunstenaarssociëteit Arti et Amicitiae organiseerde in 2007 een tentoonstelling van nooit eerder getoonde tekeningen en olieverfschilderijen van Sal Meijer en Melle Oldeboerrigter. Ten slotte werd er in 2012 en 2013 in het Joods Historisch Museum een tentoonstelling van zijn werk gehouden. Bij de expositie verscheen tevens Het Amsterdam van Sal Meijer (Uitgeverij Bekking & Blitz) van Nino van der Enden en Edward van Voolen.
Zijn werk is onder verzamelaars gezocht. Een schilderij bracht in 2009 65.000 euro op. Werk van Meijer is te bezichtigen in onder andere het Joods Historisch Museum en het Kattenkabinet in Amsterdam.